# Scheiblingpalfen
Der Scheiblingpalfen ist ein 1304 m ü. A. hoher Berg im obersten Steirischen Ennstal an der Landesgrenze zu Salzburg.

## Lage und  Landschaft
Der Berg liegt bei Gleiming, rechts im Ennstal an der Einmündung des Forstaubaches. Die Steiermärkisch-salzburgische Landesgrenze passiert den Gipfel einen halben Kilometer westlich. Er gehört zum Massiv des Eibenbergs (Eibenbergkopf 1405 m ü. A.), das sich zwischen der Enns im Norden und der unteren Forstau über etwa 7 Kilometer erstreckt, und bildet darin den östlichsten Sporn.
Die schroffen Felstürme des Scheiblingpalfen bilden so auch das Ostende des Mandlingpasses, des Engtals der Enns, das die Grenze Salzburg–Steiermark bildet. Die Blaiken (offenen Felsflächen) bilden typische grusreiche Türmchen.
Darauf nimmt auch sein Name Bezug, Palfen ist ein lokalbairisches Wort für ‚Felsen‘, Scheibe heißt ‚Grasfläche im Wald oder Fels‘.

## Geologie
Südlich der Enns gelegen gilt der Berg als Vorberg der Schladminger Tauern, geologisch wird der Eibenberg aber noch zum Mandlingzug der Salzburger Schieferalpen gerechnet.
Die Grauwackenzone (Schieferalpen), die in Tirol und Salzburg gebirgsbildend zwischen Kalkalpen und Zentralalpen liegt, reduziert sich ostwärts wieder zu einer ganz schmalen Zone in der Enns-Längstalfurche, die sich erst wieder östlich von Schladming am Fuß der Schladminger und Wölzer Tauern in die Eisenerzer Alpen aufweitet. Zwischen den Schiefern der Grauwackenzone und dem Zentralgneis liegen hier im Ennspongau aber noch einmal kalkalpine Reste, die zum Kontext der SEMP-Störung gehören. Die Südgrenze dieser Zone ist die Linie Flachau-Feuersang – Forstau. Diese Gesteine wechseln hier die Talseite und bilden dann die Vorberge der Ramsau am Dachstein. Sie sind südlich des Mandlingzuges charakteristisch zerstümmert.
Der Scheiblingpalfen selbst bildet sich aus Ramsaudolomit (Ladin–Karn, ca. 235 Mio. Jahre), was ihm seine schroffe Form gibt. Dieser „obere“ Dolomit des Mandlingzuges (Mandlinger Dolomitschuppe) wurde auch als Tisoveckalk oder Heller Massendolomit bezeichnet. In den hellen Dolomitwänden liegt ein wenige Zehnermeter mächtiges, dunkler erscheinendes Band. Dieses ist Carditaoolith, ein dunkler, oolithischer Dolomit (Jul, Mittelkarn), der für das östliche Mandlinggebiet charakteristisch ist, und hier wohl die Raibler Schichten darstellt. Am Fuß am untersten Forstaubach findet sich auch Grauer Schiefer, ein ebenfalls für hier eigentümlicher Phyllit, der wieder zur Grauwackenzone gehört (undatiert).
Der instabile Südfuß wurde in den 1970ern mit Verbauungen im Forstaubach gesichert.